# احمد طاهری بهبهانی
احمد طاهری بهبهانی کارآفرین، بانکدار و مدیر ارشد اجرایی ایرانی و مدیر عامل سابق بانک سامان است.
وی پیش از این در فاصله سال‌های ۱۳۸۷ تا ۱۳۹۱ مدیر عامل بانک اقتصاد نوین بود. از سایر سوابق مدیریتی طاهری می‌توان به مدیرعاملی بانک شارجه و مدیرعاملی بانک اسلامی دبی اشاره کرد.

## سوابق کاری
- مدیرعامل بانک شارجه
- مدیرعامل بانک سامان
- مدیرعامل بانک اسلامی دبی
- مدیرعامل بانک سرمایه‌گذاری خارجی ایران
- مدیرعامل بانک اقتصاد نوین
- مدیرعامل شرکت متالورژی ایران